# Bakerella mangindranensis
Bakerella mangindranensis är en tvåhjärtbladig växtart som beskrevs av Simone Balle. Bakerella mangindranensis ingår i släktet Bakerella och familjen Loranthaceae. Inga underarter finns listade i Catalogue of Life.